# PXMP4
PXMP4 (англ. Peroxisomal membrane protein 4) – білок, який кодується однойменним геном, розташованим у людей на короткому плечі 20-ї хромосоми. Довжина поліпептидного ланцюга білка становить 212 амінокислот, а молекулярна маса — 24 264.
| 10         |  | 20         |  | 30         |  | 40         |  | 50         |
| ---------- |  | ---------- |  | ---------- |  | ---------- |  | ---------- |
| MAAPPQLRAL |  | LVVVNALLRK |  | RRYHAALAVL |  | KGFRNGAVYG |  | AKIRAPHALV |
| MTFLFRNGSL |  | QEKLWAILQA |  | TYIHSWNLAR |  | FVFTYKGLRA |  | LQSYIQGKTY |
| PAHAFLAAFL |  | GGILVFGENN |  | NINSQINMYL |  | LSRVLFALSR |  | LAVEKGYIPE |
| PRWDPFPLLT |  | AVVWGLVLWL |  | FEYHRSTLQP |  | SLQSSMTYLY |  | EDSNVWHDIS |
| DFLVYNKSRP |  | SN         |  |            |  |            |  |            |

A: Аланін

D: Аспарагінова кислота

E: Глутамінова кислота

F: Фенілаланін

G: Гліцин

H: Гістидин

I: Ізолейцин

K: Лізин

L: Лейцин

M: Метіонін

N: Аспарагін

P: Пролін

Q: Глутамін

R: Аргінін

S: Серин

T: Треонін

V: Валін

W: Триптофан

Задіяний у такому біологічному процесі, як альтернативний сплайсинг. 
Локалізований у мембрані, пероксисомах.